# Stagionatura del calcestruzzo

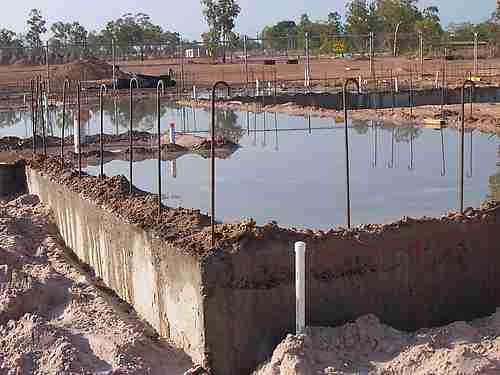
Stagionatura di una lastra di calcestruzzo mediante copertura con velo d'acqua

La stagionatura  (detta anche maturazione dei getti o post-trattamento) è l'insieme degli accorgimenti protettivi a cui deve essere sottoposto il calcestruzzo "giovane", al fine di mantenerlo caldo e umido, impedendo l'evaporazione dell'acqua del calcestruzzo e proteggendolo dal calore esterno, dal vento, dal gelo, dalla grandine e dalla forte pioggia (che provocherebbe dilavamento). 
Il termine curing  invece ha un significato più ampio comprendendo sia i suddetti accorgimenti/azioni che gli agenti esterni utilizzati per proteggere il calcestruzzo durante la maturazione.
La conservazione del calore e dell'umidità all'interno del conglomerato cementizio assicura la perfetta idratazione del cemento con conseguenti ripercussioni positive sulla resistenza meccanica del calcestruzzo e sulle altre sue proprietà, quali l'impermeabilità e la riduzione del ritiro, garantendo così il raggiungimento delle caratteristiche prestazionali prescritte dal progettista in termini di durabilità e resistenza meccanica.
Il post-trattamento deve iniziare immediatamente dopo le operazioni di getto (di finitura se si tratta di pavimenti industriali) anche se la fase più pericolosa, nel caso di superfici verticali, si ha immediatamente dopo la scasseratura del getto che deve avvenire quando il calcestruzzo ha conseguito una resistenza meccanica tale da garantire l'assorbimento delle sollecitazioni a cui la membratura sarà sottoposta subito dopo il disarmo (circa 5-10 MPa). Infatti dopo la scasseratura il calcestruzzo sformato è in balia degli agenti atmosferici, pertanto una sua non idonea protezione può compromettere in modo determinante la risposta finale attesa del calcestruzzo, anche se questo è stato realizzato con un idoneo mix design e posato in maniera corretta.

## Stagionatura e durata dell'opera in calcestruzzo
La buona riuscita di un'opera in calcestruzzo armato non dipende solo dalla qualità del materiale impiegato e dalla metodologia di getto: il raggiungimento delle prestazioni programmate dal progettista delle strutture dipende anche da un'idonea maturazione del getto che è funzione degli eventi atmosferici esistenti al momento della sua sformatura; un clima asciutto, caldo e ventilato al momento della scasseratura può causare tra l'altro:
- un'elevata evaporazione dell'acqua di idratazione dalla superficie del getto, con conseguente aumento della porosità superficiale;
- il rischio di fessurazioni a causa del maggior ritiro igrometrico;
- minore resistenza meccanica della parte corticale;
- minore resistenza all'abrasione (pavimentazioni industriali).

Questi fenomeni rendono meno compatto lo strato esterno del conglomerato consentendo agli agenti aggressivi una più facile penetrazione verso l'interno con conseguente abbattimento della durabilità e pertanto della vita utile del materiale e quindi dell'opera.
Di contro un clima freddo determina un rallentamento dell'idratazione del cemento e quindi dell'indurimento della
corteccia del getto, con conseguente necessità di tempi di scasseratura molto più lunghi.

## Influenza della temperatura sulle prestazioni meccaniche
La temperatura esterna, insieme all'umidità dell'aria e all'azione del vento, gioca un ruolo importante sul valore della resistenza meccanica del calcestruzzo: si è constatato che a brevi stagionature al crescere della temperatura cresce anche il valore della resistenza meccanica a compressione, mentre a lunghe stagionature al decrescere della temperatura aumenta il valore della resistenza meccanica a compressione.
Come si può spiegare questo comportamento? Le basse temperature rallentamento le reazioni di idratazione del cemento, pertanto alle brevi stagionature il grado di idratazione della matrice cementizia decresce con la temperatura e con lui la resistenza a compressione del materiale. Alle lunghe stagionature, il cemento, se il calcestruzzo ha subito una stagionatura adeguata, ha raggiunto un grado di idratazione pari a 1 indipendentemente dalla temperatura esterna. Si ritiene pertanto che l'aumento di resistenza a compressione al decrescere della temperatura sia legato alla qualità dei silicati idrati di calcio (C-S-H) che sono responsabili della resistenza meccanica del conglomerato. I C-S-H che si formano a basse temperature risultano meccanicamente di migliore qualità rispetto a quelli che si producono a temperature più elevate. Pertanto se è vero che ad elevate temperature per brevi stagionature si producono C-S-H in maggiore quantità, a seguito del maggiore grado di idratazione del cemento, ma di minore qualità, a lunghe stagionature, quanto l'idratazione del cemento è completa e il grado di idratazione è pari a 1, la quantità di C-S-H prodotti è più o meno la stessa sia per basse che per alte temperature, ma nel primo caso i silicati idrati di calcio hanno una migliore qualità e pertanto garantiscono una maggiore resistenza meccanica.

## Clima estivo
In estate normalmente si è in presenza di un clima caldo e asciutto (UR < 95%).
In presenza di temperature ambientali elevate il calcestruzzo fresco, a causa della maggiore velocità delle reazioni di idratazione, perde più velocemente la sua lavorabilità.
Inoltre il calcestruzzo più esterno, costituente il copriferro, a causa della maggiore evaporazione superficiale, che aumenta se in concomitanza con il clima asciutto e caldo si aggiunge l'azione del vento, si può essiccare precocemente causando:
- una maggiore porosità superficiale a causa della minore idratazione del cemento in superficie per carenza di acqua, determinando un minore qualità del copriferro e pertanto minore protezione per le sottostanti armature. Una eccessiva evaporazione può causare il blocco del grado di idratazione del cemento per mancanza di acqua con conseguente arresto del processo di indurimento della parte corticale del calcestruzzo;
- rischio di formazione di fessurazioni superficiali, dovute sia al maggior ritiro plastico del calcestruzzo fresco che al maggior ritiro igrometrico del calcestruzzo indurito, che possono interessare anche le armature. Anche in questo caso si compromette la durabilità del materiale. La formazione delle fessure è causata dalla formazione di coazioni di trazione indotte dal ritiro della parte corticale contrastato dal nucleo interno del conglomerato (ancora umido e pertanto non esposto ancora al ritiro). Quando la sollecitazione di trazione supera il valore di resistenza, sempre a trazione, del calcestruzzo si generano le fessure,
- minore resistenza meccanica della parte corticale rispetto alla parte più interna;
- minore resistenza meccanica del calcestruzzo in opera rispetto a quello dei provini cubici confezionati dal Direttore dei Lavori;
- minore resistenza all'abrasione superficiale che ad esempio nel caso di pavimenti industriali è notevolmente penalizzante;
- aumento della perdita di lavorabilità;
- maggior rischio di formazione di giunti freddi;
- Maggiore difficoltà nel controllo del contenuto d'aria trattenuta

## Clima invernale
Problemi analoghi si verificano anche in climi freddi, infatti la velocità di idratazione del cemento diminuisce al decrescere della temperatura con conseguente allungamento dei tempi di presa ed indurimento del calcestruzzo con rinvio della scasseratura e con il rischio di una stagionatura troppo breve. Al di sotto dei 5 °C si ha un marcato rallentamento dei tempi di presa, che comporta maggiori tempi di stagionatura in cassero che vanno ad incidere sulla produttività del cantiere. Inoltre, se la temperatura esterna scende sotto lo zero, l'acqua d'impasto congela, compromettendo le prestazioni finali. Sotto i −10 °C circa il processo di presa cessa addirittura.

### Ciclo gelo - disgelo
Come è noto l'acqua nel passare dalla fase liquida a quella solida ha un aumento di volume di circa il 9%. Quando i pori del calcestruzzo sono saturi di acqua e non possiedono un volume di vuoti tale da compensare l'aumento di volume dell'acqua durante il suo passaggio di stato, l'aumento di volume dell'acqua, provocato dal congelamento, non è più in grado di essere contenuto all'interno dei pori. In queste condizioni si generano all'interno del conglomerato delle pressioni capaci di distruggere progressivamente il calcestruzzo, soprattutto se il fenomeno si ripete ciclicamente, per effetto di una tipica rottura a fatica.
Il fenomeno è analogo a quello di una bottiglia di acqua che, se inserita piena o quasi piena nel congelatore, a seguito del passaggio di stato dell'acqua, si rompe. I pori più soggetti a questo fenomeno sono quelli capillari di dimensioni comprese tra 0,1 e 100 μm, in quelli inferiori il congelamento avviene a temperature molto al di sotto di 0 °C. La situazione più pericolosa è riscontrabile quando la parte corticale del calcestruzzo è molto porosa, e la gelata trova i pori saturi di acqua a seguito di una precedente pioggia. Il fenomeno degradante si manifesta sotto forma di fessurazioni, sfaldamenti e distacchi superficiali.

#### Rimedi
I metodi per migliorare la resistenza del calcestruzzo indurito all'azione del gelo sono i seguenti:
- utilizzare un mix design con bassi valori del rapporto acqua/cemento, effettuare un'idonea costipazione del getto ed una adeguata stagionatura dello stesso. Questo consente di avere un calcestruzzo compatto che ostacola l'ingresso di acqua piovana;
- introdurre nella matrice cementizia, mediante opportuni additivi areanti delle bolle d'aria di dimensioni superiori a 100 µm (100 - 300 µm). Questi macropori, inizialmente anidri, accolgono l'acqua proveniente dai pori capillari all'interno dei quali sta iniziando il congelamento. La parte congelata, aumentando di volume, spinge verso l'esterno dei pori capillari l'acqua non ancora congelata che viene ospitata dalle bolle d'aria. In tal modo il congelamento non determina l'insorgere di eccessive tensioni interne. Affinché questo meccanismo risulti efficace è necessario che il tragitto dell'acqua non ancora congelata verso i macropori non sia lungo, pertanto la spaziatura delle bolle d'aria non deve superare qualche centinaio di μm (mediamente da 200 a 400 µm). La spaziatura tra le macrobolle viene indicata con il nome inglese di spacing. La percentuale del volume delle bolle d'aria rispetto a quello del calcestruzzo deve essere di circa il 4-6% che passa a circa l'8% nel caso di inerti di diametro massimo < 20 mm[5]. La presenza di bolle d'aria nella percentuale sopra riportata determina, a parità di progetto di miscela, una riduzione della Rck del calcestruzzo di circa il 20%. Per compensare questa riduzione bisogna ridurre opportunamente il rapporto acqua/cemento del calcestruzzo aerato.
- utilizzo di inerti non gelivi.

In fase di posa in opera, per accelerare le fasi di presa ed indurimento del conglomerato, al fine di garantire il raggiungimento, in tempi relativamente brevi, di una idonea resistenza meccanica (circa 5-10 MPa) necessaria alla scasseratura del getto, è invece consigliabile:
- evitare di gettare nel tardo pomeriggio per evitare che le fasi di presa e primo indurimento coincidano con le ore notturne più fredde;
- proteggere i getti non casserati, quali i pavimenti industriali o le membrature bidimensionali (platee di fondazione, lastre, ecc.), con materiali che garantiscano la coibenza termica come ad esempio i pannelli in polistirolo al fine di non disperdere il calore di idratazione prodotto dal cemento e mantenere la temperatura del getto intorno a valori accettabili;
- utilizzare cementi a rapido indurimento (classe 4,25R o 5,25R);
- impiegare per l'impasto acqua calda;
- impiegare additivi acceleranti di presa.

## Evaporazione superficiale
La stagionatura deve garantire una completa idratazione del cemento da cui dipende il progressivo miglioramento nella resistenza meccanica e nelle altre proprietà (impermeabilità, durabilità, ecc.) del calcestruzzo.
Dalla formula di Powers che mette in relazione la resistenza meccanica della pasta di cemento Portland con il rapporto a/c e con il grado di idratazione del cemento α:
{\displaystyle R=K({\frac {0,6790a}{0,3185a+{\frac {a}{c}}}})^{3}} MPa
dove K = 250 MPa quando la porosità capillare è nulla.
Si evince che a parità di rapporto acqua/cemento la resistenza della pasta di cemento, e quindi del calcestruzzo, aumenta con l'aumentare del grado di idratazione, pertanto il pericolo principale durante la maturazione rimane l'eccessiva evaporazione superficiale, che producendo un essiccamento precoce della zona corticale del calcestruzzo, può causare una incompleta idratazione del cemento della pelle che, oltre a compromettere la resistenza meccanica della parte più esterna del conglomerato, renderebbe la superficie del conglomerato più permeabile e pertanto più facilmente aggredibile dagli agenti atmosferici.
C'è da ricordare che la resistenza del calcestruzzo dipende anche dal grado di compattazione del materiale e, in presenza di cicli di gelo-disgelo, anche dalla presenza di macrobolle generate da additivi areanti; le strutture in cui è maggiore la superficie specifica esposta all'atmosfera (pavimentazioni industriali, piastre, solai, ecc.) sono quelle più soggette ad azioni di evaporazione differite tra interno del conglomerato e la sua parte corticale, pertanto una elevata evaporazione dalla zona corticale, provoca una disidratazione più rapida della parte superficiale rispetto a quella più interna e l'insorgere di tensioni meccaniche di trazione nella zona più esterna derivanti da variazioni volumetriche differite tra le due parti, che possono causare l'innesco di fessurazioni. Una eccessiva evaporazione inoltre fa sì che la resistenza meccanica del provino di calcestruzzo prelevato alla bocca della betoniera e stagionato in condizioni ottimali (stagionato a umido con UR > 95% e temperatura intorno ai 20 °C) risulterà molto maggiore rispetto a quella dell'equivalente calcestruzzo in opera per il quale non si adotta alcuno degli accorgimenti di seguito riportati.
Si è dimostrato però che se si mantiene il getto umido per circa 7 giorni e poi lo si lascia maturare in ambiente con un UR = 50% la resistenza meccanica a 28 giorni del getto risulterà poco inferiore a quella del provino di calcestruzzo.

### Fattori influenzanti
L'evaporazione nella zona esterna è regolata da fattori quali:
- la temperatura esterna;
- l'umidità relativa;
- la velocità dell'aria.

Al crescere della temperatura esterna e della velocità del vento e al diminuire dell'umidità relativa, aumenta l'evaporazione.

## Precauzioni
A partire dalla fine della posa in opera del calcestruzzo si può ricorrere ai seguenti accorgimenti per mantenere il calcestruzzo umido:
- bagnatura continua dei casseri quando questi sono costruiti con tavole di legno (la prima bagnatura deve essere effettuata poco prima del getto);
- rinvio della scasseratura per un tempo adeguato (3-7 giorni);
- una idonea stagionatura umida dei getti subito dopo la loro scasseratura, se la scasseratura avvine prima di 7 giorni, e in generale di tutte quelle superfici che, a partire dalla loro posa in opera, rimangono non casserate quali gli estradossi delle platee di fondazione. Questa garantisce al calcestruzzo appena sformato, un clima saturo di umidità che consente l'idratazione completa del cemento corticale, eliminando così tutti i difetti che si vengono a creare a seguito di una evaporazione superficiale eccessiva. Di norma in condizioni normali o favorevoli il periodo minimo di maturazione umida dei getti non deve essere mai inferiore ai 3 giorni. Nel caso in cui il getto avvenga in un clima particolarmente caldo e asciutto, deve essere previsto un periodo di maturazione umida dei getti per almeno 3-7 giorni; tale periodo deve essere maggiore nel caso di climi asciutti e freddi al momento della scasseratura[6]. Nel caso in cui il getto avvenga in un clima rigido (temperature prossime ai +5 °C) devono essere richieste specifiche prescrizioni per il calcestruzzo da gettare, devono essere stabilite le ore più idonee per il getto e devono essere previste protezioni superficiali del getto. La stagionatura protetta si può attuare con diverse modalità:
  - copertura della superficie del getto con fogli o teli impermeabili (es. fogli di polietilene) - bloccano la fuoriuscita del vapore creando un ambiente saturo di umidità. È importante che i bordi dei teli vengano idoneamente sigillati per evitare formazioni di correnti d'aria al di sotto del foglio che potrebbero ridurre il tenore di umidità superficiale del getto;
  - copertura della superficie del getto con fogli o teli permeabili (es. sacchi di iuta o tessuto non tessuto) - mantenuti costantemente umidi evitano la perdita dell'acqua di idratazione;
  - nebulizzazione di acqua - lo spruzzo di acqua fredda andrebbe evitato perché provocando sbalzi termici tra la parte più interna (calore d'idratazione) e quella superficiale del calcestruzzo potrebbe innescare la fessurazione. Questo accorgimento è frequentemente utilizzato nel campo del calcestruzzo prefabbricato dove con spruzzatori automatici l'acqua viene nebulizzata sui manufatti in attesa di stoccaggio prima della loro spedizione in cantiere;
  - per strutture bidimensionali (solai, lastre, pavimenti industriali, platee di fondazioni ecc.) si può mantenere l'estradosso coperto permanentemente da un velo d'acqua;
- si possono adottare anche opportuni agenti stagionanti o curing compound o agenti di curing, a base di paraffina o resine disciolti in un solvente, che vengono spruzzati sul calcestruzzo subito dopo il suo disarmo. Una volta evaporato il solvente, sulla superficie del getto si forma una membrana antievaporante a base cerosa che garantisce una adeguata stagionatura umida. Gli agenti stagionanti hanno però l'inconveniente che una volta induriti la pellicola deve essere rimossa meccanicamente in corrispondenza delle riprese di getto per non compromettere l'aderenza con il getto successivo.

## Classi di stagionatura
La norma UNI EN 13670-1 indica i tempi minimi di stagionatura protetta raccomandati per impedire la formazione di fessure indotte dal ritiro igrometrico. Essa stabilisce 4 classi di stagionatura alle quali corrispondono dei tempi minimi di stagionatura protetta del calcestruzzo gettato, in funzione della temperatura superficiale e dello sviluppo di resistenza a 20 °C. 
Lo sviluppo della resistenza è misurato mediante il rapporto {\displaystyle r={\frac {f_{cm,2}}{f_{cm,28}}}} dove: 
{\displaystyle f_{cm,2}} è la resistenza media del calcestruzzo dopo 2 giorni a 20 °C;
{\displaystyle f_{cm,28}} è la resistenza media del calcestruzzo dopo 28 giorni a 20 °C.
Tali valori essendo caratteristici del calcestruzzo devono essere forniti dal produttore.
Per ogni classe di stagionatura (tranne la 1) sono previsti quattro tipi di sviluppo della resistenzaa 20 °C (UNI EN 206-1):
- rapido r ≥ 0,5
- medio 0,3 ≤ r < 0,5
- lento 0,15 ≤ r < 0,3
- molto lento r < 0,15

I calcestruzzi preparati co i cementi Portland e di miscela (CEM I e CEM II) sviluppano normalmente la resistenza in modo rapido; i cementi pozzolanici (CEM IV), d'alto forno (CEM III) e di miscela (CEM V) hanno sviluppo della resistenza medio o lento.
Le aggiunte del tipo II (cenere volante e loppa d'alto forno macinata) rallentano lo sviluppo della resistenza.
ai quali corrispondono altrettanti tempi minimi di stagionatura.
- classe di stagionatura 1: è previsto un tempo minimo unico di stagionatura pari a 12 ore;
- classe di stagionatura 2 - garantisce una resistenza meccanica della superficie del calcestruzzo pari al 35% Rck: in funzione della temperatura superficiale il tempo di stagionatura può variare da 1 - 2,5 giorni[8] per 25 °C a 2-11 giorni per temperature pari a 5 °C;
- classe di stagionatura 3 - garantisce una resistenza meccanica della superficie del calcestruzzo pari al 50% Rck: in funzione della temperatura superficiale il tempo di stagionatura può variare da 1,5-3,5 giorni per 25 °C a 3,5-18 giorni per temperature pari a 5 °C;
- classe di stagionatura 4 - garantisce una resistenza meccanica della superficie del calcestruzzo pari al 70% Rck: in funzione della temperatura superficiale il tempo di stagionatura può variare da 3-6 giorni per 25 °C a 9-30 giorni per temperature pari a 5 °C.

La classe di stagionatura deve essere scelta dal progettista in base alla classe di esposizione, al tipo di calcestruzzo, al copriferri, alle condizioni climatiche e alla dimensione degli elementi gettati, pertanto se ad esempio:
- si previsto un calcestruzzo confezionato con un cemento a rapido indurimento, che garantisce un rapporto r ≥ 0,5,
- la struttura da proteggere ha una superficie molto esposta agli agenti atmosferici (come ad esempio una platea); che entrerà in contatto con terreni aggressivi (es classe di esposizione XA3) e per la quale l'ambiente di maturazione del calcestruzzo non è ottiminale (alte temperature e venti elevati).

è conveniente prevedere una classe di stagionatura 4. Al tal fine scegliendo una protezione che determini una temperatura superficiale pari a 25 °C,  bisogna prevedere una stagionatura del getto di almeno 3 giorni.